# Circondario di Youwarou
Il circondario di Youwarou è un circondario del Mali facente parte della regione di Mopti. Il capoluogo è Youwarou.

## Geografia antropica

### Suddivisioni amministrative
Il circondario di Youwarou è suddiviso in 7 comuni:
- Bembéré Tama
- Déboye
- Dirma
- Dongo
- Farimaké
- N'Dodjigu
- Youwarou